# フォーク・ビレッジ
『フォーク・ビレッジ』（Folk Village）は、ニッポン放送他NRN加盟の各ラジオ局で、1966年8月1日から1982年4月2日まで放送されていたラジオ音楽番組。アマチュア発掘型のフォークソング番組として、多くのフォークシンガーを世に送り出した。

## 概要
グループ・サウンズ全盛期の1966年当時、アマチュアの学生たちが歌うカレッジ・フォークに注目し、毎回ひとつのアマチュアフォークグループとその演奏・歌唱を紹介し、さらに番組内でフォークシンガーをオリジナル曲を作らせて育て、続々とシンガーとヒット曲を輩出していき、フォーク音楽界の登龍門と呼ばれた番組である。
当時のニッポン放送編成局長の羽佐間重彰が、ディレクターの島田多津郎を呼び「必ずフォーク全盛時代が来て、そこから新しいスターが生まれる」として「学生フォークを全部網羅したいから、アマチュア専門音楽番組を作れ」と指示したことから制作された。1966年8月1日の第1回放送回に登場したグループは、立教大学の学生によるグループ「ブライトリー・フォア・ベンダース」であった。
番組制作者となった島田は、東京を中心とした関東地方一円の全大学のアマチュアグループに呼びかけて番組への参加を募集、まもなく200組ほどの参加申込があったが、中には楽器も楽譜もなく中には音符も読めない者もいたことで、そんな彼らを世話するための『音楽クリニック』が本番組中で企画され行われた。この音楽クリニックでの指導者として金子洋明、ギタリストの石川鷹彦、作詞家の岡本おさみが参加し、演奏技術やコーラスアレンジなどの指導や相談からアフターケアに至るまで当たった。また本番組の方では、アマチュアグループの生活の面倒まで見たこともあった。
また後述の通り、「全国フォーク音楽祭」と題した新人フォーク歌手を輩出するためのコンクールが1971年から行われ、この番組もその趣旨に協賛。地方予選コンクールや、全国コンクールの音源も頻繁に放送された。
本番組はライオン歯磨（後にライオン）の一社提供。最初はライオン歯磨が発売していた男性用液体整髪料ブランド「バイタリス」の単独提供として『バイタリス・フォーク・ビレッジ』のタイトルで放送、1974年よりライオン歯磨・油脂（ライオングループ）本体の一社提供に代わり、タイトルも『ライオン・フォーク・ビレッジ』に変更された。
1980年代に入るとフォークソングのブームが去ったこともあり、1982年4月の番組改編により放送枠タイトルが『ライオン・ミュージック・ビレッジ』に変更、同年4月5日から新番組『桑田佳祐のミスターポップス!』がスタートして、本番組は15年8か月の歴史に幕を下ろした。
逸話として『バイタリス』時代の1973年ごろ、RCサクセションの忌野清志郎がゲストコーナーに出演した時のこと。吉田は「普段はどの整髪料を使ってますか？」と質問したところ、本来は「バイタリス」や、系列のライオン油脂製「エメロン」などのように発言せねばならない（いわゆるヤラセ）ところだったのを、忌野は、ライバルの企業が当時発売していたブランド「MG5」とコメントしたことで、ライオン歯磨の関係者からクレームが付いたとされる（「MG5事件」）。なおこの「MG5」の個所は、このコーナーが放送されたときには編集処理されている。彼らはそれ以降、同番組に出演禁止となった。

## 歴代パーソナリティ
- ジミー時田 （1966年8月 - 1967年9月）
- 広川あけみ （1967年10月 - 1968年9月）
- 佐良直美 （1968年10月 - 1971年9月）
- 吉田拓郎 （1971年10月 - 1973年3月）
- かまやつひろし （1973年4月 - 1977年3月）
- 谷村新司 （1977年4月 - 1979年9月）
- 山本コウタロー （1979年10月 - 1982年4月）

## 放送時間
ニッポン放送での放送時間
- 月曜日 - 土曜日 23:30 - 23:45 （1966年8月1日 - 1967年12月30日）
- 月曜日 - 土曜日 23:20 - 23:35 （1968年1月1日 - 1969年1月31日）
- 月曜日 - 土曜日 23:00 - 23:15 （1969年2月1日 - 1972年4月1日）
- 月曜日 - 金曜日 23:00 - 23:15 （1972年4月3日 - 1982年4月2日）
  - 1972年4月改編から土曜編成が始まったことにより、土曜日の放送が無くなる。
  - 1975年4月からは夜ワイド番組『大入りダイヤルまだ宵の口』、1981年11月からは『くるくるダイヤル ザ・ゴリラ』に内包。

## ネット局
放送曜日はいずれも月曜 - 土曜 → 月曜 - 金曜。
- STVラジオ：23:45 - 24:00
- 東海ラジオ放送：23:30 - 23:45
- 近畿広域圏
  - 毎日放送
    - 21:45 - 22:00 （1968年10月7日放送開始 - 1968年12月）
    - 22:50 - 23:00 （1969年1月 - 1969年3月）
    - 22:15 - 22:30 （1969年4月 - 1970年9月）
    - 23:10 - 23:25 （1970年10月 - 1973年3月）
    - 23:35 - 23:50 （1973年4月 - 1974年3月）
    - 24:00 - 24:15 （1974年4月 - 1974年12月）→ これ以後はラジオ大阪へ移行

  - ラジオ大阪
    - 21:40 - 21:55 （1975年1月 - 1975年9月）← 毎日放送から移行
    - 23:00 - 23:15 （1975年10月 - 1976年3月 夜ワイド番組『亥の上刻 やんぐないとおおさか』内に内包）
    - 21:45 - 22:00 （1976年4月 - 1977年3月）
    - 22:15 - 22:30 （1977年4月 - 1978年9月）
    - 22:30 - 22:45 （1978年10月 - 1980年3月）
    - 24:00 - 24:15 （1980年4月 - 1982年4月）
- RKB毎日放送
  - 22:45 - 23:00 （1976年9月まで）
  - 22:20 - 22:35 （1976年10月 - 1978年）
  - 22:10 - 22:25 （1978年 - 1982年4月）

## 番組からの主な出身アーティスト
（出典：）
- ジャックス
- ビリーバンバン
- 森山良子
- 吉田拓郎
- 泉谷しげる
- 長谷川きよし
- 六文銭
- フォーセインツ
- キャッスル&ゲイツ
- ニューフロンティアズ
- 井上陽水
- ザ・ブロードサイド・フォー
- 田中星児
- ソルティー・シュガー
- 本田路津子
- ザ・リガニーズ
- ジ・アマリーズ
- 加川良
- 高石ともや
- 杉田二郎 - ジローズ
- ザ・フォーク・クルセダーズ
- ウッディ・ウー
- 五つの赤い風船
- 岡林信康
- タフイス
- レヴァリーズ
- イースト
- 吉田忠秀
- フォーク・カプセル - 麻田浩
- モダン・フォーク・カルテット - マイク眞木
- ウェイファリングストレンジャー - 金子洋明
- PPMフォロワーズ - 小室等
- 石川鷹彦
- 安田裕美
- 原茂（六文銭のギタリスト）
- ブレッド&バター
- ズー・ニー・ヴー
- 町田義人
- トランザム
- 柳田ヒログループ
- 猫 - 田口清
- シュリークス - イルカ
- 五輪真弓
- 遠藤賢司
- 黒崎とかずみ
- ピピ&コット
- 佐藤公彦
- B&B
- ニューアイスパーク
- 小坂忠グループ
- 荒井由実
- 高田渡 - 武蔵野タンポポ団
- ガロ
- 南こうせつとかぐや姫
- 山平和彦
- 友部正人
- 高山厳
- 林立夫
- 松任谷正隆
- はっぴいえんど - 細野晴臣
- ティン・パン・アレー
- EPO[4]

## 全国フォーク音楽祭
全国フォーク音楽祭は、1971年から本番組と連動して行われていた音楽のコンテスト。
- 第1回（1971年）
  - グランプリ：橋本俊一（タイロン橋本）「拝啓大統領殿」
  - その他出場者：チェリッシュ
- 第2回（1972年）
  - グランプリ：八事裏山フォーク・オーケストラ（奥山景三[注釈 1]）「東京から船に乗って」
  - 入賞：中塚正人「吹雪哀歌」
  - 入賞：中島みゆき「あたし時々おもうの」
- 第3回（1973年）
  - グランプリ：ROW
  - 作曲賞：ふきのとう「夕暮れの街」
  - その他出場者：甲斐バンド、ダ・カーポ、ほか
- 第4回（1974年）
  - グランプリ：ローズマリー
  - 作曲賞：とんぼちゃん
  - その他出場者：絵夢、他
- 第5回（1975年）
  - グランプリ：ルウ
  - 北海道大会出場：松山千春

## レコード
1971年には本番組発のレコード（オムニバスLP盤）が、『バイタリス・フォーク・ビレッジ』というタイトルでキャニオンレコードから発売された。

### 収録曲
SIDE A
1. 長沢澄子「秋でもないのに」
作詞：細野敦子、作曲：江波戸憲和
2. 北原早苗「おはなし」
作詞：遠藤侑宏、作曲：田村守
3. ハッピー・ゴー・ラッキー「恋が天使のいたずらならば」
作詞・作曲：上野正孝
4. モダン・フォーク・フェローズ「ひとりぼっちの雨の唄」
作詞・作曲：斉藤重治
5. ジ・アマリーズ「二羽の雀」
作詞・作曲：中川茂
6. 長沢澄子「ただそれだけ」
作詞・作曲：大場愛恵美
7. メイ・フォーク・シンガーズ「君の国僕の国」
作詞・作曲：西島常夫

SIDE B
1. 北原早苗「小さな日記」
作詞：原田晴子、作曲：落合和徳
2. フォー・セインツ「白い仔犬」
作詞：高泉元久、作曲：高泉寛
3. アイ・アム「倖せの鐘」
作詞：ミナ小川、作曲：小野峰人
4. 石田直子「お母さんの指」
作詞・作曲：行弘久仁子
5. 石川鷹彦「どこにあるんだ」
作詞・作曲：沢地守
6. グリーメン「海と女の子」
作詞・作曲：早川義夫

## その後のライオン「ビレッジ」枠
1982年4月に本番組が終了した後も、ライオン一社提供のまま放送枠タイトルを『ライオン・ミュージック・ビレッジ』に変更して「○○ビレッジ」というタイトルの枠を継続し、ニッポン放送のほか、STVラジオ、東海ラジオ、ラジオ大阪、RKB毎日放送の5局によるネットワークセールスも継続した。
ミュージックビレッジ枠の第1弾だった『桑田佳祐のミスターポップス!』（1983年9月まで）の後も、『原田知世 星空愛ランド』（1983年10月 - 1984年12月）、『おねがい!チェッカーズ』（1985年1月 - 1991年2月）と続き、1991年3月からは枠タイトルを『ライオン・トーク・ビレッジ』に変更して『アイドル危機一髪!公開質問状』（1991年3月 - 1991年9月、パーソナリティ・伊集院光）、『加勢大周 ワイルドで行こう』（1991年10月から「ビレッジ」枠）と続き、「ビレッジ」枠は1993年10月1日まで継続された。

## 前後番組
| ニッポン放送 月曜 - 土曜 23:30 - 23:45枠（1966年8月1日 - 1967年12月）          | ニッポン放送 月曜 - 土曜 23:30 - 23:45枠（1966年8月1日 - 1967年12月） | ニッポン放送 月曜 - 土曜 23:30 - 23:45枠（1966年8月1日 - 1967年12月）                        |
| 前番組                                                                         | 番組名                                                                | 次番組                                                                                       |
| ------------------------------------------------------------------------------ | --------------------------------------------------------------------- | -------------------------------------------------------------------------------------------- |
| ヤング・ハワイ                                                                 | バイタリス・フォーク・ビレッジ                                        | バイタリス・フォーク・ビレッジ （23:20 - 23:35）ザ・パンチ・パンチ・パンチ （23:35 - 23:50） |
| ニッポン放送 月曜 - 土曜 23:20 - 23:35枠（1968年1月 - 1969年1月）              |                                                                       |                                                                                              |
| ポップスNo.1 （23:20 - 23:30）バイタリス・フォーク・ビレッジ （23:30 - 23:45） | バイタリス・フォーク・ビレッジ                                        | 夜のディスクライン （23:15 - 23:25）ザ・パンチ・パンチ・パンチ （23:25 - 23:40）             |
| ニッポン放送 月曜 - 金曜 23:00 - 23:15枠（1969年2月 - 1982年4月）              |                                                                       |                                                                                              |
| ハマクラ夜な夜な参上 （23:00 - 23:10）夜のディスクライン （23:10 - 23:20）     | バイタリス・フォーク・ビレッジ ↓ ライオン・フォーク・ビレッジ         | ライオン・ミュージック・ビレッジ 桑田佳祐のミスターポップス!                                 |
| ニッポン放送 土曜 23:00 - 23:15枠（1969年2月 - 1972年4月）                     |                                                                       |                                                                                              |
| ハマクラ夜な夜な参上 （23:00 - 23:10）夜のディスクライン （23:10 - 23:20）     | バイタリス・フォーク・ビレッジ                                        | 土曜の夜はテレフォンジャングル （22:00 - 24:00）                                             |